# 21507 Bhasin
A 21507 Bhasin (ideiglenes jelöléssel 1998 KZ30) a Naprendszer kisbolygóövében található aszteroida. A LINEAR projekt keretében fedezték fel 1998. május 22-én.